# Epedanidus globibunus
Epedanidus globibunus is een hooiwagen uit de familie Epedanidae.